# Батьківський дім
«Батьківський дім» — радянський художній фільм 1959 року режисера Льва Куліджанова, знятий на Кіностудії ім. М. Горького.

## Сюжет
Прийомна дочка лікаря Скворцова, дізнавшись, що її мати Наталія Овдіївна жива, поїхала до неї в село на канікули. Жінка не знала, як наблизити до себе дочку. Зустрічі в колгоспі з цікавими людьми змусили Таню багато про що подумати і багато чого пережити. Вона навіть зізналася в коханні голові колгоспу — доброму й чуйному Сергію Івановичу (Валентин Зубков), який, втім, дав зрозуміти їй, що це всього лише дитяче захоплення. Їдучи, вона знала, що після закінчення інституту повернеться.

## У ролях
- Віра Кузнецова —  Наталя Овдіївна, рідна мати Тані
- Людмила Марченко —  Таня
- Валентин Зубков —  Сергій Іванович, голова
- Нонна Мордюкова —  Степанида
- Люсьєна Овчинникова —  Нюрка Макарова
- Микола Новлянський —  дідусь Овдій
- Петро Алейников —  Федір
- Тетяна Гурецька —  Олена Скворцова, прийомна мати Тані
- Петро Кірюткін —  Мокеїч
- Олена Максимова —  Макариха, тітка Нюри
- Євгенія Мельникова —  Василиса Данилівна, дружина Федора
- Володимир Всеволодов —  Павло Миколайович Скворцов, прийомний батько Тані
- Георгій Шаповалов —  чоловік Степаниди, заробітчанин
- Юрій Архипцев —  Петро Гордєєв, наречений Нюри
- Іван Кузнецов —  бригадир заробітчан
- Ірина Буніна —  листоноша
- Євген Кудряшов —  колгоспник
- П. Постникова —  жінка біля порога, що принесла молоко Скворцовим

## Знімальна група
- Автор сценарію: Будимир Метельников
- Режисер-постановник:  Лев Куліджанов
- Оператор:  Петро Катаєв
- Художники:  Марк Горелик, Сергій Серебреніков
- Музика:  Юрій Бірюков
- Монтаж: Лідія Жучкова